# Chiapas FC
A Chiapas Fútbol Club, melyet gyakran korábbi nevén, Jaguares de Chiapasként emlegettek, Mexikó egyik labdarúgócsapata volt. Otthonuk Chiapas állam fővárosa, Tuxtla Gutiérrez volt. A 2002-ben alapított együttes sem bajnoki címet, sem kupagyőzelmet nem ünnepelhetett.

## Története
A klubot 2002. június 27-én alapították meg: ekkor jelentette be a Grupo Pegaso elnöke, Alejandro Burillo és Chiapas állam kormányzója, Pablo Salazar Mendiguchía, hogy az államot képviselő, újonnan létrejött csapat a Jaguares de Chiapas nevet fogja viselni, és a legmagasabb osztályba frissen feljutó Veracruz és az Irapuato eredményeit örökölve rögtön az első osztályú bajnokságban kezdi meg szereplését. (Az új csapat ugyanis az Irapuato helyett jött létre.)
Első bajnoki mérkőzésüket Mexikóvárosban, az Estadio Azulban játszották a Cruz Azul ellen, itt 3–1-es vereséget szenvedtek. Első hazai meccsükre csak kicsit később, 2002. augusztus 17-én kerülhetett sor (ekkorra fejeződött be stadionjuk átépítése): ennek alkalmával a Guadalajarával játszottak 1–1-es döntetlent. Első győzelmüket a 4. fordulóban, a San Luis ellen érték el.
Az első néhány évben nem sok sikert könyvelhettek el, de a 2004-es Clausura bajnokság alapszakaszában az élen végeztek. A negyeddöntőben azonban a Cruz Azul búcsúztatta őket. A következő években sem tudtak kiemelkedő eredményt elérni, de a kiesést mindig elkerülték. 2013-ban a csapat veszélybe került: a pályán elért eredményei alapján kieső Querétaro FC felvásárolta őket, hogy bent maradhasson. Néhány hét múlva azonban kiderült: mégsem szűnik meg a profi labdarúgás Tuxtla Gutiérrezben, ugyanis az első osztály egyik együttese, a San Luis átköltözött a városba, így megmaradt a csapat, igaz, az eddigi Jaguares nevet Chiapas FC-re változtatták.
2017 nyarán kiestek az első osztályból, sőt, pénzügyi problémák miatt a csapat teljesen meg is szűnt.

## Bajnoki eredményei
A csapat első osztályú szereplése során az alábbi eredményeket érte el:
| Év                | Alapszakasz-helyezés | Eredmény a rájátszásban |
| ----------------- | -------------------- | ----------------------- |
| 2002 Apertura     | 19. hely             |                         |
| 2003 Clausura     | 17. hely             |                         |
| 2003 Apertura     | 16. hely             |                         |
| 2004 Clausura     | 1. hely              | Negyeddöntős            |
| 2004 Apertura     | 15. hely             |                         |
| 2005 Clausura     | 12. hely             |                         |
| 2005 Apertura     | 8. hely              |                         |
| 2006 Clausura     | 3. hely              | Negyeddöntős            |
| 2006 Apertura     | 10. hely             |                         |
| 2007 Clausura     | 16. hely             |                         |
| 2007 Apertura     | 12. hely             |                         |
| 2008 Clausura     | 6. hely              | Negyeddöntős            |
| 2008 Apertura     | 16. hely             |                         |
| 2009 Clausura     | 12. hely             | Negyeddöntős            |
| 2009 Apertura     | 13. hely             |                         |
| 2010 Bicentenario | 12. hely             |                         |
| 2010 Apertura     | 6. hely              | Negyeddöntős            |
| 2011 Clausura     | 18. hely             |                         |
| 2011 Apertura     | 5. hely              | Negyeddöntős            |
| 2012 Clausura     | 8. hely              | Negyeddöntős            |
| 2012 Apertura     | 11. hely             |                         |
| 2013 Clausura     | 14. hely             |                         |
| 2013 Apertura     | 9. hely              |                         |
| 2014 Clausura     | 9. hely              |                         |
| 2014 Apertura     | 5. hely              | Negyeddöntős            |
| 2015 Clausura     | 15. hely             |                         |
| 2015 Apertura     | 4. hely              | Negyeddöntős            |
| 2016 Clausura     | 18. hely             |                         |
| 2016 Apertura     | 18. hely             |                         |
| 2017 Clausura     | 16. hely             |                         |

## Stadion
A csapat hazai mérkőzéseit a modern Estadio Víctor Manuel Reyna stadionban játszotta. A 25 000 férőhelyes arénát felújított állapotában 2002-ben avatták fel.